# Майкл Даммітт
Майкл Дамміт (англ. Michael Anthony Eardley Dummett; 27 червня 1925, Лондон — 27 грудня 2011) — британський філософ, представник аналітичної школи; також є розробником теорії виборчої системи голосування і фахівцем з історії карткових ігор.

## Освіта і академічна кар'єра
Майкл вчився у сендроїдській школі у Вілтширі і у Вінчестерському коледжі в Гемпширі. Потім поступив у Крайст-Черч. У 1944 році він вступив до лав римської-католицької церкви і відтоді практикуює католицизм.
З 1979 по 1992 роки — професор логіки в Оксфорді. Також Даммітт викладав у Каліфорнійському університеті в Берклі, у Бірмінгемському, Принстонському і Гарвардському університетах.
Займаючись логікою і філософією мови, Дамміт став автором роботи, яка зараз визнається класичною у відповідному середовищі, — «Фреге: Філософія мови» (англ. Frege: Philosophy of Language, 1973). Значний його внесок у галузі філософії математики та метафізики.
У 1995 році він отримав премію Рольфа Шока за участь у дискусії, присвяченій філософії Фреге, і за внесок у розвиток теорії значення.

## Філософія
Головна область досліджень Даммітта — філософія мови. На його думку, першим ключову роль філософії мови усвідомив Фреге. Дамміт переробляє теорію значення Фреге, вважаючи, що створення систематичної теорії значень є центральним завданням філософії мови. Така теорія повинна бути теорією про те, що значить розуміти мову.
Даммітт стверджує принципову неможливість перекладу різних мов і неможливість універсальної теорії метафори. Кожне тлумачення є конкретним і контекстуальним

## Деякі твори
- Frege: Philosophy of Language. London: Duckworth, and Cambridge MA: Harvard University Press, 1st ed. 1973; 2nd ed. 1981a.
- The Interpretation of Frege's Philosophy. London: Duckworth, and Cambridge MA: Harvard University Press, 1981b.
- Voting Procedures. Oxford: Clarendon Press, 1984.
- The Visconti-Sforza Tarot Cards. New York: George Braziller, 1986.
- Frege: Philosophy of Mathematics. London: Duckworth, and Cambridge: Harvard University Press, 1991a.
- The Logical Basis of Metaphysics. London: Duckworth, and Cambridge MA: Harvard University Press, 1991b.
- Origins of Analytical Philosophy. London: Duckworth and Cambridge MA: Harvard University Press, 1993a.
- Elements of Інтуїтивізм. Oxford: Clarendon Press, 1st ed. 1977; 2nd ed. 2000.
- Thought and Reality. Oxford: Oxford University Press, 2006.

### Твори, опубліковані в російському перекладі
- М. Дамміт. Що таке теорія значення. — В кн.: Філософія, логіка, мова. М.: Прогрес, 1987, с. 127—212.
- М. Дамміт. Істина. — В кн.: — Грязнов А. Ф. (скл.) Аналітична філософія: становлення та розвиток. М., 1998.